# Proprietary trading
Proprietary trading (ou prop trading) é a negociação de ativos, derivativos, ou outros instrumentos financeiros com dinheiro da própria corretora ou banco, ao invés de utilizando o dinheiro de seus depositários e em seu nome, com o intuito de gerar lucro à própria firma. Uma estratégia comum em prop trading é a arbitragem, apesar de não ser a única.
A atividade incorre na possibilidade de conflito de interesses, uma vez que é possível (apesar de não permitido) que as companhias utilizem informações privilegiadas (das operações de seus clientes) a fim de auferir lucros para si.